# 二重橋事件
二重橋事件（にじゅうばしじけん）は、1954年1月2日の皇居一般参賀において、二重橋で参賀者の将棋倒しが発生した事故。17名（NHKやTBSでは16人）が死亡した。

## 概要
この日は朝から天気も快晴で、皇居には午前9時から午後3時までの一般参賀に38万を超える人々が訪れることになった。皇族がバルコニーに出て一般国民の挨拶を受けるという恒例行事に対する警備人員は皇宮警察の皇宮護衛官と警視庁丸の内警察署の警察官合わせて221名だけであった。
午前9時、正門が開かれた。皇宮警察は正門外石橋の入口より約200メートル前方から8本の列を作って、列を守って石橋を渡し、正門を通して、正門内鉄橋に誘導しようとした。参入は当初順調だったが、11時頃から参賀者が急激に増加し、列が自然に乱れ、群衆が石橋に殺到する状況となった。そこで11時頃から石橋の通過を整理するために、参入者を断続的に止めて入門をさせようとしたが、午後1時過ぎ頃から皇居前の記帳所はもとよりその奥にある奥の橋や宮内庁の庁舎前まで一般参賀者の人垣で埋まる状態となり、午後1時50頃には混乱状態となった。
皇宮警察は11時半頃に丸の内警察署に連絡して警視庁予備隊の出動を要請した。両警察は群衆整理用のロープを張って入門を制御しようとしたが、石橋の上では後方からの圧力によって前のほうに押された参賀者がロープとの間に挟まれた。そのため自分でロープを持ち上げて潜り抜ける者が続出し、3、40名がそうして走り出したので、ロープの高さが上がり、最前列の者の首にそのロープがかかって首を締める状態になった。午後2時15分頃、整理する警察官は止むなくロープを下げようとしたがなかなか下がらず、仕方なしにロープが首に掛からないように高く上げた。すると、押し止めていたロープが無くなったことで7、80名が押し出されたが、その時に前方にいた高齢の女性がつまずいて転倒し、後続の者が次々とその上に覆い被さる将棋倒しとなった。
警察官は救急車を要請し、人工呼吸等の応急処置を行ったが、17人が死亡。82人が重軽傷を負い、うち13名が入院、30人が自宅療養、残りは軽症だった。
皇宮警察及び警視庁は警備上の欠陥を認めて、事件の翌日である3日に、犬養健法務大臣、斎藤昇国家地方警察本部（国警）長官（現在の警察庁長官）、武末辰雄皇宮警察本部長、山口喜雄国警警備部長らが被害者を慰問した。ただし皇宮警察と警視庁では事件の説明に食い違いがみられ、責任をなすりつけ合うような格好になった。
また宮内庁も行事の進め方に問題があったとして、香典を供え弔慰の意を表したほか、昭和天皇と香淳皇后からも、死亡者に対して菓子並びに盛花、負傷者に対して果物のお見舞い品が下賜された。
後日、群衆整理に問題があったとして、警視庁と皇宮警察本部の責任者9人が処分された。この事件を教訓として警察は雑踏警備を重視するようになった。
日本放送協会は、事件の取材に際して初めてヘリコプターを使用した。